# Casa museo di Osvaldo Licini
La Casa museo di Osvaldo Licini è un museo istituito nella casa natale di Osvaldo Licini a Monte Vidon Corrado.

## Descrizione
L'edificio venne restaurato e reso fruibile al pubblico nel 2013 come museo della vita di Osvaldo Licini. Vi sono conservati oggetti, abiti, arredi appartenuti all'artista e sua moglie. Il restauro ha conservato l'atmosfera di "laboratorio d'arte sperimentale", come definiva Licini stesso in una lettera a Marchiori la sua casa, lasciando intatto il vissuto artistico del luogo.
L'edificio padronale settecentesco è strutturato su tre livelli: nei sotterranei la cantina, utilizzata da Licini come ripostiglio e come laboratorio artistico oltre che per le riunioni politiche; al piano terra vi è la zona giorno con un ampio ingresso, un salone, la cucina e una stanza dove l'artista custodiva ed esponeva le sue opere. Accedendo al piano superiore sul soffitto si scorge la pittura murale con temi celesti realizzata da Licini verso la metà degli anni Quaranta, sui toni freddi dell'azzurro e del grigio. Al secondo piano si trova la zona notte e lo studio con i cavalletti, i colori, la scrivania ancora macchiata di colori; le camere da letto e il bagno. Da qui si aprono molte finestre sul paesaggio collinare, continua fonte d'ispirazione per l'artista. La camera di Licini è in stile costruttivista, sulla parete a cui è addossato il letto c'è un'archipittura strutturata su di un modulo triangolare bianco, contornato di arancio su fondo nero.
Durante l'anno il Centro Studi e Casa museo Osvaldo Licini sono soliti organizzare mostre temporanee sull'arte di Licini o più in generale, sull'arte del Novecento.